# Lecanorchis kiusiana
Lecanorchis kiusiana là một loài thực vật có hoa trong họ Lan. Loài này được Tuyama mô tả khoa học đầu tiên năm 1955.